# Cofradía de Nuestra Señora de la Asunción y Llegada de Jesús al Calvario
La Cofradía de Nuestra Señora de la Asunción y Llegada de Jesús al Calvario es una cofradía penitencial fundada en 1953 en Zaragoza y es una de las 25 participantes en la procesión general del Santo Entierro.

## Orígenes
La cofradía fue fundada en la primavera de 1953 cuando los vecinos del Barrio Oliver de Zaragoza deciden reunirse con el interés de crear una cofradía para promover el culto a Nuestra Señora de la Asunción aunque no fue hasta 1960 el primer año que procesionario por las calles.
Formado por diferentes tipos de miembros/hermanos:
- Hermanos extraordinarios
- Hermanos ordinarios
- Hermanos honoríficos

Los instrumentos utilizados por esta cofradía son: Tambores, bombos, timbales y cornetas

## Sedes
Sede Canónica: Parroquia de la Coronación de la Virgen, Fray Luis de León, 6 50011-Zaragoza.
Sede Social: Parroquia de la Coronación de la Virgen, Fray Luis de León, 6 50011-Zaragoza.

## Hábito
Túnica y tercerol morados y capa blanca; guantes, zapatos y calcetines negros; y cíngulo o cordón blanco con tres nudos, que simbolizan las tres virtudes teologales: fe, esperanza y caridad.